# Лядова, Елена Игоревна
Еле́на И́горевна Ля́дова (род. 25 декабря 1980, Моршанск, Тамбовская область, РСФСР, СССР) — российская актриса театра, кино, телевидения и дубляжа. Трёхкратный лауреат премии «Ника» и четырёхкратный лауреат премии «Золотой орёл», обладательница приза Московского кинофестиваля за лучшую женскую роль (2015) и премии «ТЭФИ» (2016).

## Биография
Родилась 25 декабря 1980 года в городе Моршанске Тамбовской области. Затем семья переехала в Одинцово Московской области, где Елена пошла в первый класс.
Окончила Высшее театральное училище имени М. С. Щепкина в 2002 году и была принята в труппу Московского театра юного зрителя, где проработала десять лет, сыграв главные роли в спектаклях режиссёра Г. Яновской «Трамвай „Желание“» (2005), за роль в которой была номинирована на премию «Золотая маска» и режиссёра К. Гинкасса «Роберто Зукко» (2007) и другие роли. Дебют Лядовой в кино — фильм режиссёра Алексея Учителя «Космос как предчувствие» 2005 года.
В 2012 году удостоена «Золотого орла» и «Ники» в номинации «Лучшая женская роль второго плана» за роль дочери главного героя в фильме Андрея Звягинцева «Елена». Спустя два года вновь получила «Золотого орла» и «Нику» в номинации «Лучшая женская роль» за роль жены главного героя в фильме режиссёра Александра Велединского «Географ глобус пропил». В 2015 году вновь была отмечена этими премиями за роль в фильме «Левиафан».
В 2015 году вышла замуж за партнёра по фильму «Левиафан» Владимира Вдовиченкова.

## Роли в театре
- 2005 — «Трамвай „Желание“», реж. Г. Яновская — Стелла
- 2007 — «Роберто Зукко», реж. К. Гинкас — девчонка

## Фильмография
| Год       |    | Название                    | Роль                                                          |
| --------- | -- | --------------------------- | ------------------------------------------------------------- |
| 2005      | ф  | Космос как предчувствие     | Римма                                                         |
| 2005      | ф  | Собака Павлова              | Ксюша                                                         |
| 2005      | ф  | Солдатский декамерон        | Марина                                                        |
| 2007      | ф  | Изгнание                    | Вера (дубляж)                                                 |
| 2007      | с  | Завещание Ленина            | Галина Коваль                                                 |
| 2008      | ф  | Защита                      | Татьяна Калитина                                              |
| 2009      | с  | Братья Карамазовы           | Грушенька                                                     |
| 2009      | ф  | Бубен, барабан              | подруга                                                       |
| 2009      | с  | Возвращение Синдбада        | Эля Шахова                                                    |
| 2009      | с  | Исчезнувшие                 | Галка                                                         |
| 2009      | тф | Любка                       | Любка                                                         |
| 2009      | ф  | Любовь на сене              | Надя Лемешева                                                 |
| 2009      | с  | Московский дворик           | Светка                                                        |
| 2010      | тф | Когда зацветёт багульник    | Анна Седова                                                   |
| 2010      | тф | Крыса                       | Наталья Сорокина-Лефабье                                      |
| 2010      | ф  | Метель                      | Маша                                                          |
| 2010      | тф | Плен страсти                | Мария (Мура) Закревская                                       |
| 2011      | ф  | Елена                       | Екатерина                                                     |
| 2011      | тф | Биение сердца               | Нина Ильина                                                   |
| 2011      | ф  | Я дождусь                   | Клава Синцова                                                 |
| 2012      | с  | Инкассаторы                 | Вера                                                          |
| 2012      | с  | Отрыв                       | Рада                                                          |
| 2012      | с  | Время Синдбада              | Эля Шахова                                                    |
| 2012      | ф  | Соло на саксофоне           | Вика                                                          |
| 2013      | ф  | Везучая                     | Ирина Боярова                                                 |
| 2013      | ф  | Географ глобус пропил       | Надежда Васильевна Служкина, жена Виктора Сергеевича Служкина |
| 2013      | с  | Пепел                       | Рита                                                          |
| 2014      | ф  | Левиафан                    | Лилия Сергеева                                                |
| 2015      | с  | Измены                      | Ася                                                           |
| 2015      | ф  | Орлеан                      | Лидка                                                         |
| 2016      | ф  | День до                     | Лариса                                                        |
| 2017      | ф  | Рубеж                       | Мария Шурова                                                  |
| 2018      | ф  | МакМафия                    | Ирина, сотрудница ФСБ                                         |
| 2018      | ф  | Довлатов                    | молодой редактор                                              |
| 2018      | с  | Презумпция невиновности     | Маргарита Ароновна Кофтун, гендиректор телеканала «City News» |
| 2019      | ф  | Тварь                       | Полина                                                        |
| 2020      | с  | Псих                        | Вера                                                          |
| 2020      | с  | Случайный кадр              | Нина Николаевна Нестерова, майор юстиции, старший следователь |
| 2021      | ф  | Батя                        | мама Максима, жена бати                                       |
| 2021      | с  | Вне себя                    | Марина, жена Дмитрия и его фантом                             |
| 2021      | ф  | Молоко птицы                | Виорика, мать Андриана                                        |
| 2022—2024 | с  | Что делать женщине, если... | Анна                                                          |
| 2022      | с  | Неличная жизнь              | Рита, жена                                                    |
| 2023      | ф  | Воздух                      | Рита                                                          |
| 2024      | ф  | Первый класс                | Вика                                                          |
| 2024      | ф  | Подростки. Первая любовь    | мать Олега                                                    |
| 2024      | ф  | Чистый лист                 | Татьяна Николаевна                                            |

## Награды и номинации
- Приз за лучшую женскую роль на фестивале «Амурская осень» (2006, за фильм «Собака Павлова»).
- Номинация на премию «Золотой орёл» за лучшую женскую роль на телевидении (2010, «Братья Карамазовы»).
- Премия «Золотой орёл» в категории «Лучшая женская роль второго плана» (2012, за фильм «Елена»).[3]
- Премия «Ника» в категории «Лучшая женская роль второго плана» (2012, за фильм «Елена»).
- Приз за лучшую женскую роль на VI кинофестивале «Восток & Запад. Классика и Авангард» в Оренбурге за фильм (2013, за фильм «Географ глобус пропил»).[4]
- Приз за лучшую женскую роль на 21-м фестивале российского кино в Онфлёре[5] (2013, за фильм «Географ глобус пропил»).
- Премия «Золотой орёл» в категории «Лучшая женская роль в кино» (2014, за фильм «Географ глобус пропил»).
- Премия «Ника» за лучшую женскую роль (2014, «Географ глобус пропил»).
- XXII кинофестиваль «Виват кино России!» (Санкт-Петербург)[6] — приз «За лучшую женскую роль» («Географ глобус пропил»).
- Премия «Белый слон» Гильдии киноведов и кинокритиков России за лучшую женскую роль (2014, «Географ глобус пропил»).[7]
- Премия «Золотой орёл» за лучшую женскую роль (2015, «Левиафан»).
- Премия «Белый слон» Гильдии киноведов и кинокритиков России за лучшую женскую роль (2015, «Левиафан»).[8]
- Премия «Ника» за лучшую женскую роль (2015, «Левиафан»).
- Приз «Серебряный Святой Георгий» за лучшую женскую роль на XXXVII Московском международном кинофестивале (2015, «Орлеан»)[9]
- Премия «ТЭФИ» за лучшую женскую роль (2016, телесериал «Измены»)[10]